# Fas – Ite, Maledicti, in Ignem Aeternum
Fas – Ite, Maledicti, in Ignem Aeternum (latín: “Por la ley divina, ve, maldito, al fuego eterno”) es el cuarto álbum de la banda francesa de avant-garde black metal Deathspell Omega, editado en 2007 por 
Norma Evangelium Diaboli.

## Detalles
El título está tomado de una frase del Evangelio de Mateo.
Este es el segundo álbum del grupo abarcando la trilogía metafísica acerca de Dios, Satanás y su relación con el hombre.
Parte de la temática del disco se inspira en el escritor y filósofo francés Georges Bataille, un autor recurrente en los trabajos de la banda.
Esta es la más esotérica de las obras de Deathspell Omega, suerte de peregrinación por la verdad espiritual que es también una metáfora de la caída de Lucifer.

## Lista de temas
| N.º | Título                                        | Duración |  |
| 1.  | «Obombration»                                 | 4:48     |  |
| 2.  | «The Shrine of Mad Laughter»                  | 10:37    |  |
| 3.  | «Bread of Bitterness»                         | 7:49     |  |
| 4.  | «The Repellent Scars of Abandon and Election» | 11:40    |  |
| 5.  | «A Chore for the Lost»                        | 9:15     |  |
| 6.  | «Obombration»                                 | 2:07     |  |